# Marcin Krajewski
Marcin Krajewski herbu Jasieńczyk (ur. 1737 w Sędziwujach Prątniku, zm. 27 maja 1809 w Zambrowie) – polski działacz społeczny i ksiądz katolicki.

## Życiorys

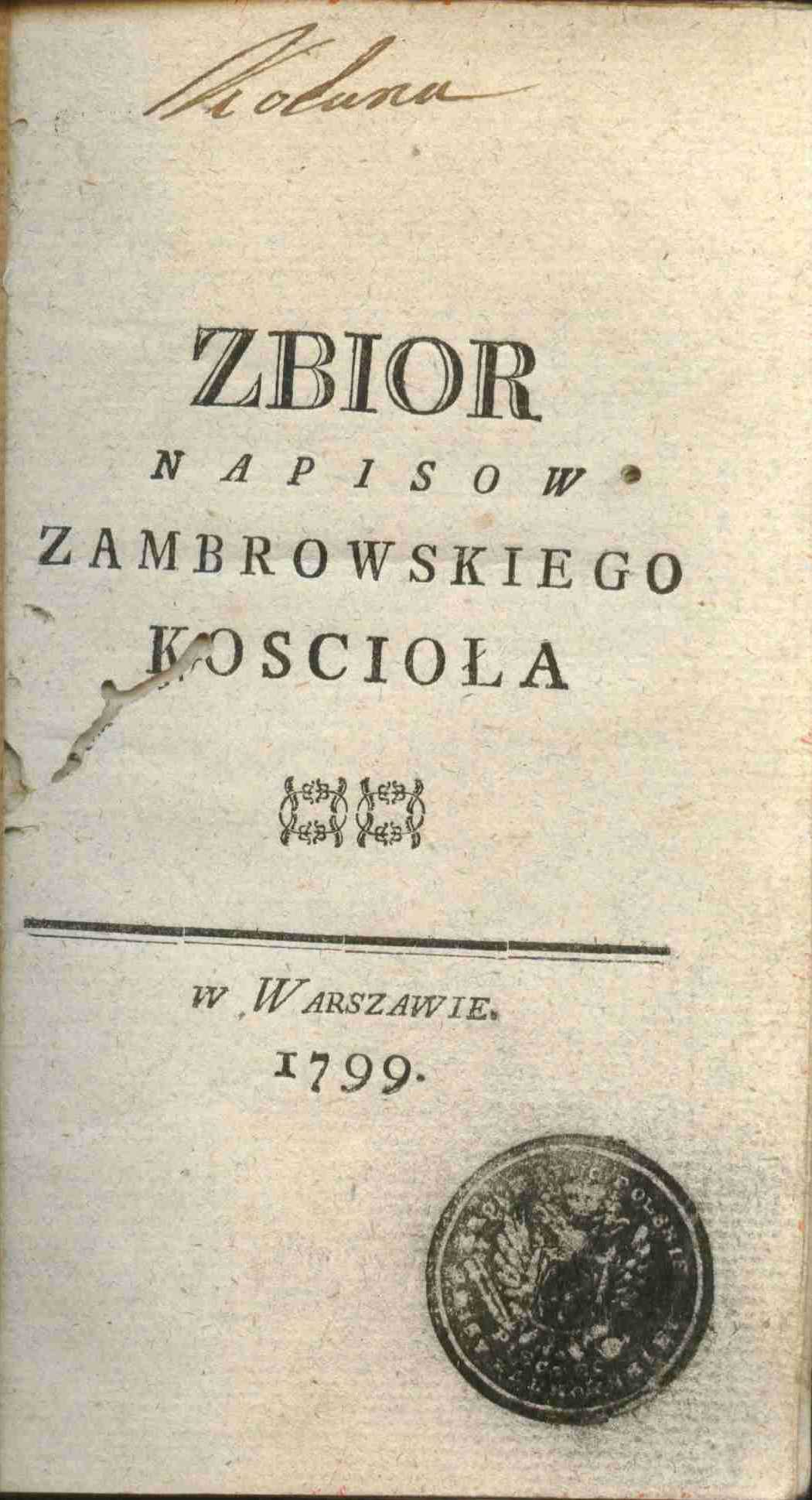
Strona tytułowa pracy Marcina Krajewskiego Zbiór napisów zambrowskiego kościoła

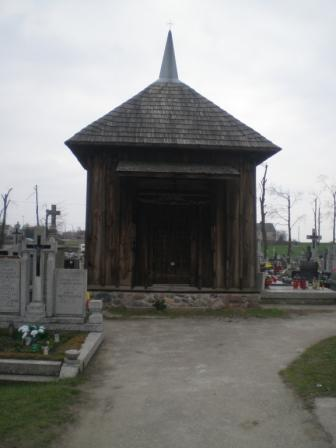
Kaplica grobowa Krajewskich na cmentarzu parafialnym w Zambrowie

Był synem Mateusza Krajewskiego i Bogumiły z Pruszkowskich. Pochodził ze wsi Sędziwuje, która była własnością jego rodziny. Po ukończeniu nauk w szkołach elementarnych rozpoczął studia w Wyższym Seminarium Duchownym w Pułtusku. Już jako kapłan pełnił funkcję rektora tegoż seminarium. W 1767 został proboszczem zambrowskim, piastując jednocześnie funkcję proboszcza nowogrodzkiego. Był także kanonikiem katedry płockiej.
Jako proboszcz w Zambrowie prowadził szeroko zakrojone działania inwestycyjne. Za fundusze uzyskane ze sprzedaży rodowego majątku Sędziwuje odbudował i rozbudował kościół parafialny. W 1795 wybudował nowy cmentarz parafialny, a w jego centrum kaplicę grobową Krajewskich ze znakomitymi i unikatowymi malowidłami przedstawiającymi „taniec śmierci”.
Był gorącym zwolennikiem reform państwa. Gorliwie popularyzował Konstytucję 3 maja, za co otrzymał Order Świętego Stanisława. Był również członkiem Komisji cywilno-wojskowej oraz władz regionalnych w czasie insurekcji kościuszkowskiej.

## Publikacje
- Kazanie na uroczystość S. Stanisława biskupa męczennika, patrona Korony Polskiej, w dzień imienin Najjaśniejszego Stanisława Augusta króla polskiego etc. i na fest orderu tegoż ś. Stanisława miane y do druku podane, Warszawa 1772.
- Zbiór napisów zambrowskiego kościoła, Warszawa 1799.
- Nabożeństwo parafialne, na codzienne, tygodniowe, roczne i przygodne podzielone, ułożone przez ks. Marcina Krajewskiego kanonika katedralnego płockiego, kawalera orderu św. Stanisława, proboszcza zambrowskiego i nowogrodzkiego, do druku kosztem jego dla wygody parafianów podane, Warszawa 1800.

## Formy upamiętnienia
- Kaplica drewniana z 1795 na cmentarzu zambrowskim z tablicą z herbem kanonickim fundatora i napisem po łacinie.
- Ulica Księdza Marcina Krajewskiego w Zambrowie powołana Uchwałą Rady Miasta Zambrów nr 109/XVII/96 z 13 lutego 1996, a następnie wydłużona z dniem 27 kwietnia 2012. Przebiega ona od ul. Ostrowskiej w okolicach cmentarza zambrowskiego w kierunku ulicy Wądołkowskiej[1].

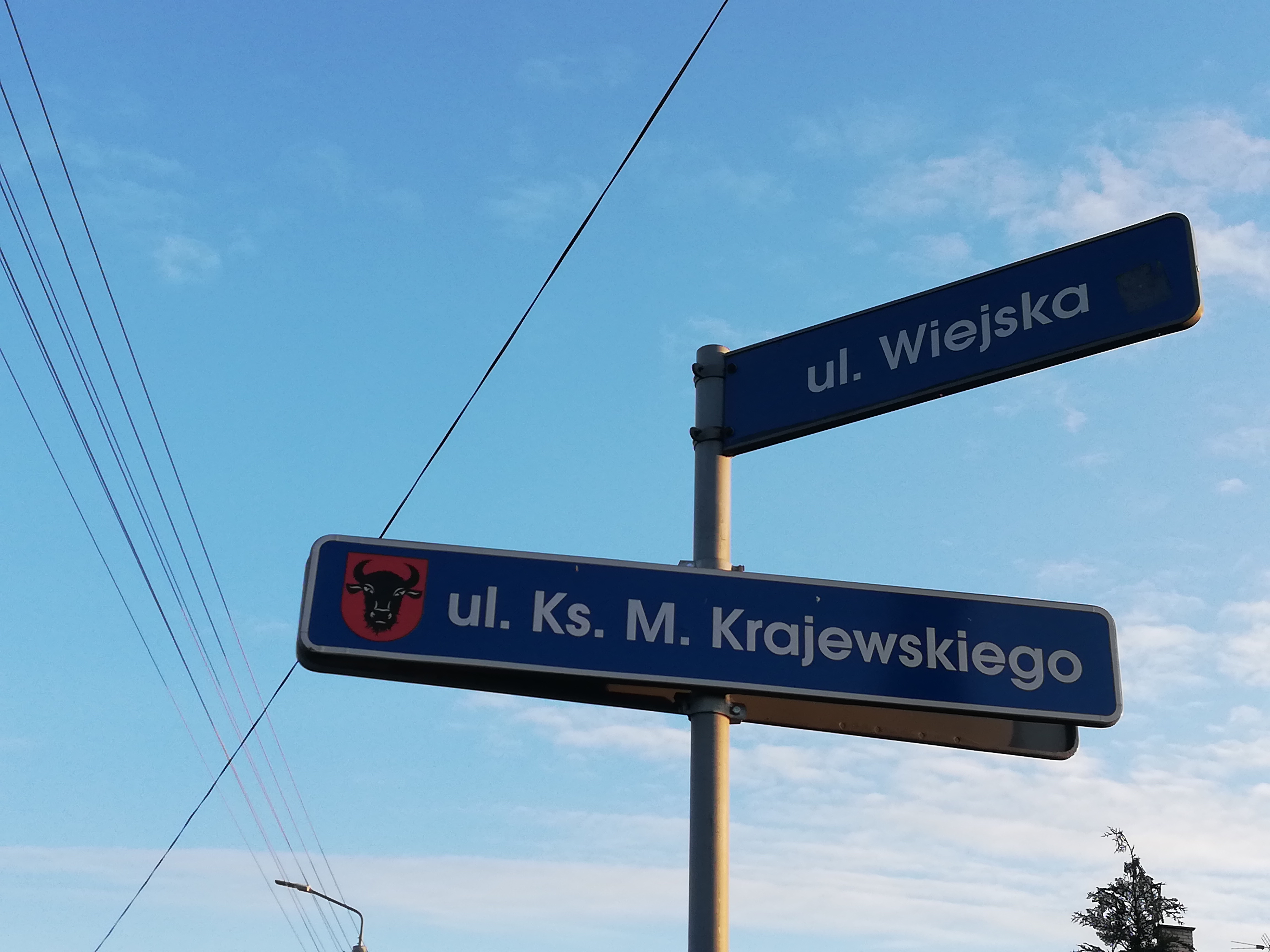
Ulica Księdza Marcina Krajewskiego w Zambrowie - tabliczka na skrzyżowaniu z ul. Obrońców Zambrowa i W. Raginisa - grudzień 2019